# 太平洋ポリネシア海兵歩兵連隊
太平洋ポリネシア海兵歩兵連隊（たいへいようポリネシア かいへいほへいれんたい、Régiment d'infanterie de marine du Pacifique - Polynésie：RIMaP-P）は、フランス領ポリネシアパペーテに駐屯する、フランス領ポリネシア駐屯フランス軍（FAPF）隷下のフランス陸軍海兵隊の歩兵連隊である。
兵種は歩兵、伝統的区分は海兵隊である。

## 沿革
- 1981年：太平洋ポリネシア海兵連隊が編成される。

## 最新の部隊編成
- 連隊本部
- 本部管理中隊
- 第1中隊
- 第2中隊（4ヶ月交代）
- 第3中隊（予備訓練）
- 整備中隊
- 総合地区中隊
- 第1工兵小隊（4か月交代）
- 第2工兵小隊（4か月交代）

### 定員
- 連隊の人員構成は、約900名。ただし、半数近くは他部隊からの交代勤務からなる。

## 連隊の任務
連隊は、フランスの海外准県の主権確保、同地域の国民及び権益の保護、サイクロン等の災害対策、ムルロア環礁など原子力関連施設の警備、軍のポリネシアにおける拠点として一定の整備能力及び環境適応訓練が実施できるようにすることである。
また、フランス領ポリネシア地域の若者のフランス国家への同化を促進する教育機関としての役割もある。

## 主要装備
- GIAT BM92-G1
- FA-MAS
- FR-F2
- AAT-F1
- AA-52
- 12.7mm重機関銃
- RTF1 120mm迫撃砲
- LLR 81mm迫撃砲
- ERYX
- ミラン
- P4
- TRM 2000
- TRM 4000